# دولاپیهیلا
دولاپیهیلا (به لاتین: Dolapihilla) یک منطقهٔ مسکونی در سری‌لانکا است که در استان مرکزی (سری‌لانکا) واقع شده‌است.